# Flughafen Chuuk

i7
i11
i13
Der Flughafen Chuuk (englisch Chuuk International Airport, ehemals Flughafen Truk; IATA-Code: TKK, ICAO-Code: PTKK, FAA-LID: TKK) ist ein Flughafen in der Nähe von Weno auf der Hauptinsel des Bundesstaats Chuuk der Föderierten Staaten von Mikronesien.

## Flughafenanlagen
Die einzige Start- und Landebahn des im Juni 1964 eröffneten Flughafens verläuft in Nordost-Südwest-Richtung und hat eine Länge von 1833 Metern. Sie ist für beide Richtungen mit Endbefeuerung (REIL), Pistenrandbefeuerung mittlerer Intensität (MIRL) und Präzisions-Anflug-Gleitwinkelbefeuerung (PAPI) ausgerüstet.

## Flüge und Ziele
Wie bei weiteren Inseln in dieser Region sind kommerzielle Flugdienste wegen der geringen Bevölkerungs- und Touristenanzahl kaum vorhanden. Die einzigen planmäßigen Flugdienste für den Flughafen Chuuk sind die Island Hopper (siehe Inselhüpfen) von United Airlines (ehemals Continental Micronesia) mit einem Betrieb zwischen Guam, Honolulu (dreimal wöchentlich in jede Richtung) und der Guam−Chuuk−Pohnpei-Flug, der allerdings nur einmal in der Woche in jede Richtung stattfindet. Weiterhin fliegt Air Niugini einmal wöchentlich die Route Port Moresby–Chuuk−Pohnpei.
- United Airlines, bedient durch Continental Micronesia, nach Guam, Honolulu, Kosrae, Kwajalein, Majuro und Pohnpei
- Air Niugini, von Port Moresby über Chuuk nach Pohnpei

## Zwischenfälle
Am 28. September 2018, 09:24 Uhr Ortszeit (UTC+10) setzte eine Boeing 737-800 (Luftfahrzeugkennzeichen P2-PXE) der Air Niugini aus Pohnpei kommend bei starkem Regen und reduzierter Sicht 460 Meter vor der Landebahnschwelle der Landebahn 04 in der Lagune auf und kam anschließend auf deren Grund zu liegen. Von den 47 Insassen (35 Passagiere und 12 Besatzungsmitglieder) überlebten 46 den Unfall; sechs Passagiere erlitten schwere Verletzungen, die übrigen Insassen blieben unverletzt (siehe auch Air-Niugini-Flug 73).